# Galaxie du Sculpteur

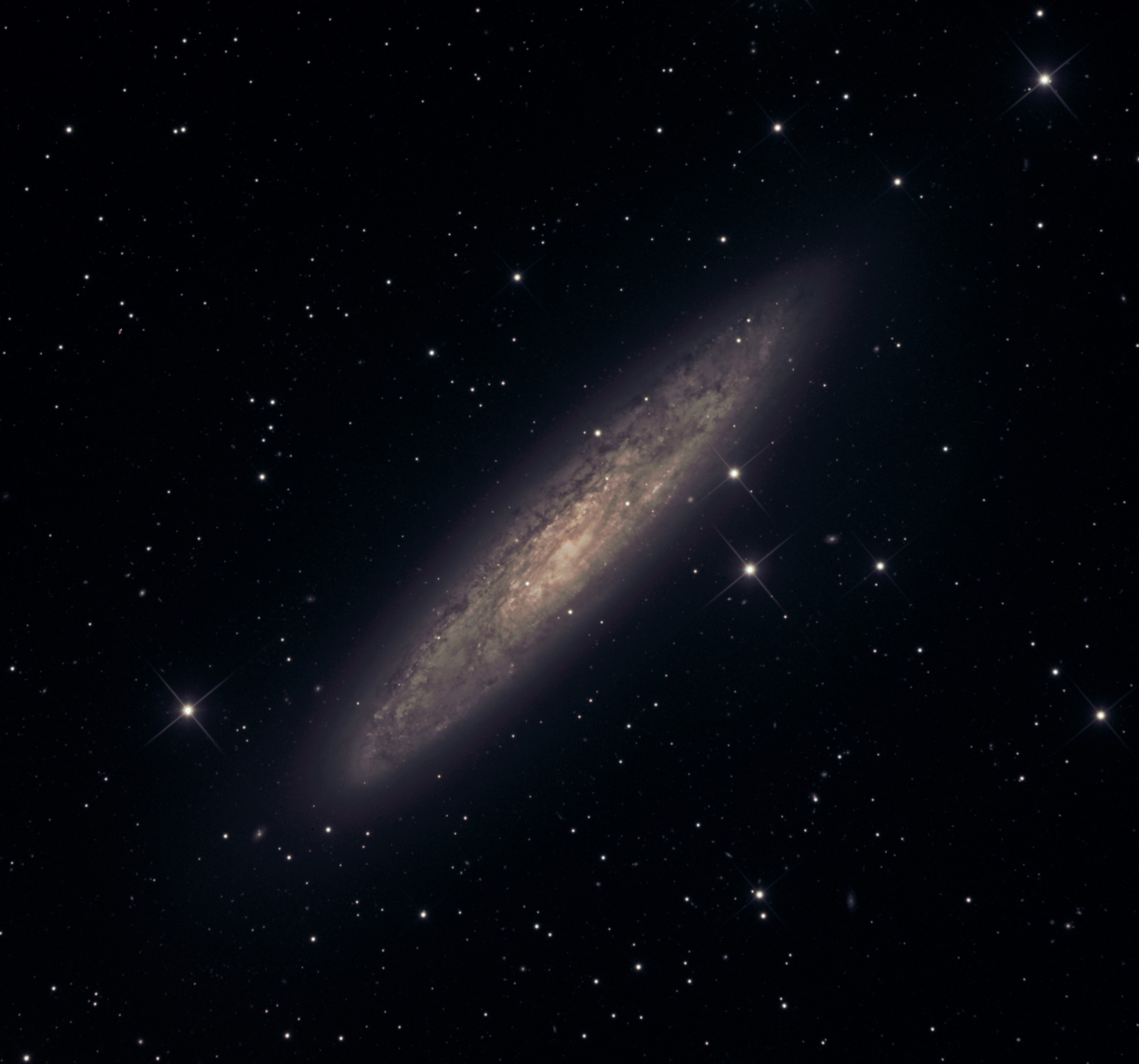
La galaxie du Sculpteur par un astronome amateur.

La galaxie du Sculpteur (également appelée NGC 253, galaxie du dollar d'argent et Caldwell 65) est une galaxie spirale intermédiaire visible dans la constellation du Sculpteur. Sa vitesse par rapport au fond diffus cosmologique est de −43 ± 20 km/s et la Loi de Hubble-Lemaître ne peut donc être utilisée pour calculer sa distance.
NGC 253 a été utilisée par Gérard de Vaucouleurs comme une galaxie de type morphologique SAB(s)c dans son atlas des galaxies,.
La classe de luminosité de NGC 253 est III et elle présente une large raie HI. Elle renferme également des régions d'hydrogène ionisé et c'est aussi une galaxie active de type Seyfert 2. La luminosité de la galaxie de NGC 253 dans l'infrarouge lointain (de 40 à 400 µm) est égale à 1,95 × 1010 {\displaystyle L_{\odot }} (1010,29{\displaystyle L_{\odot }}) et sa luminosité totale dans l'infrarouge (de 8 à 1 000 µm) est de 2,75 × 1010 {\displaystyle L_{\odot }} (1010,44{\displaystyle L_{\odot }}).
C'est de plus une galaxie à sursauts de formation d'étoiles, c'est-à-dire une galaxie affichant un très haut taux de formation d'étoiles. Elle est physiquement associée au groupe de galaxies appelé Filament du Sculpteur (ou Groupe du Sculpteur) dont elle est le membre le plus massif. Le noyau de cette galaxie abrite probablement un trou noir supermassif d'une masse estimée à 5 millions de masses solaires.
À ce jour, 32 mesures non basées sur le décalage vers le rouge (redshift) donnent une distance de 3,215 ± 0,495 Mpc (∼10,5 millions d'al).

## Histoire
La galaxie fut découverte par Caroline Herschel en 1783 alors qu'elle effectuait une recherche de comètes,. Environ un demi-siècle plus tard, John Herschel l'observa avec son télescope à miroir métallique de 45,7 cm (18 pouces), au cap de Bonne-Espérance. Il décrivit alors l'objet : « Très grand (24′ en longueur) et lumineux ; un objet superbe. […] Sa lumière est quelque peu rayée, mais je ne vois pas d'étoiles à l'intérieur, excepté 4 grandes et une très petite, mais elles ne semblent pas lui appartenir, il y en beaucoup aux alentours,… »
En 1961, Allan Sandage écrivit dans l'Atlas des Galaxies de Hubble que la galaxie du Sculpteur est « L'exemple type d'un sous-groupe spécial de systèmes Sc. […] Les images photographiques des galaxies du groupe sont dominées par une couche de poussière. Les lignes et les amas de poussières d'une grande complexité sont disséminés sur la surface. Les bras spiraux sont souvent difficiles à tracer. […] Les bras sont définis tant par la poussière que par la spirale,. » B. Y. Mills découvrit également que la galaxie du Sculpteur est également une source d'ondes radio assez importante.
En 1998, le télescope spatial Hubble prit une vue de NGC 253.

## Galerie

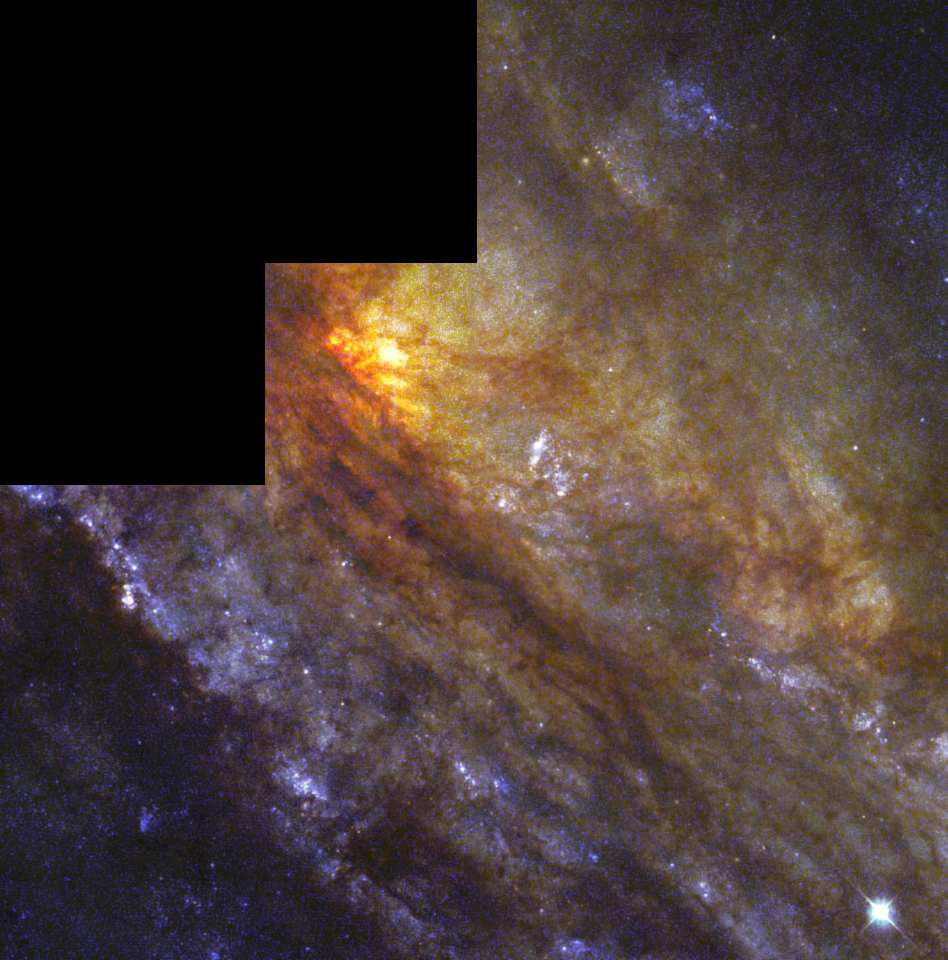
Photographie de NGC 253 par le télescope spatial Hubble (Crédits: NASA, ESA
Comme NGC 253 est près de nous, on peut voir les étoiles individuelles sur les photos des grands télescopes (Hubble, NASA ESA)
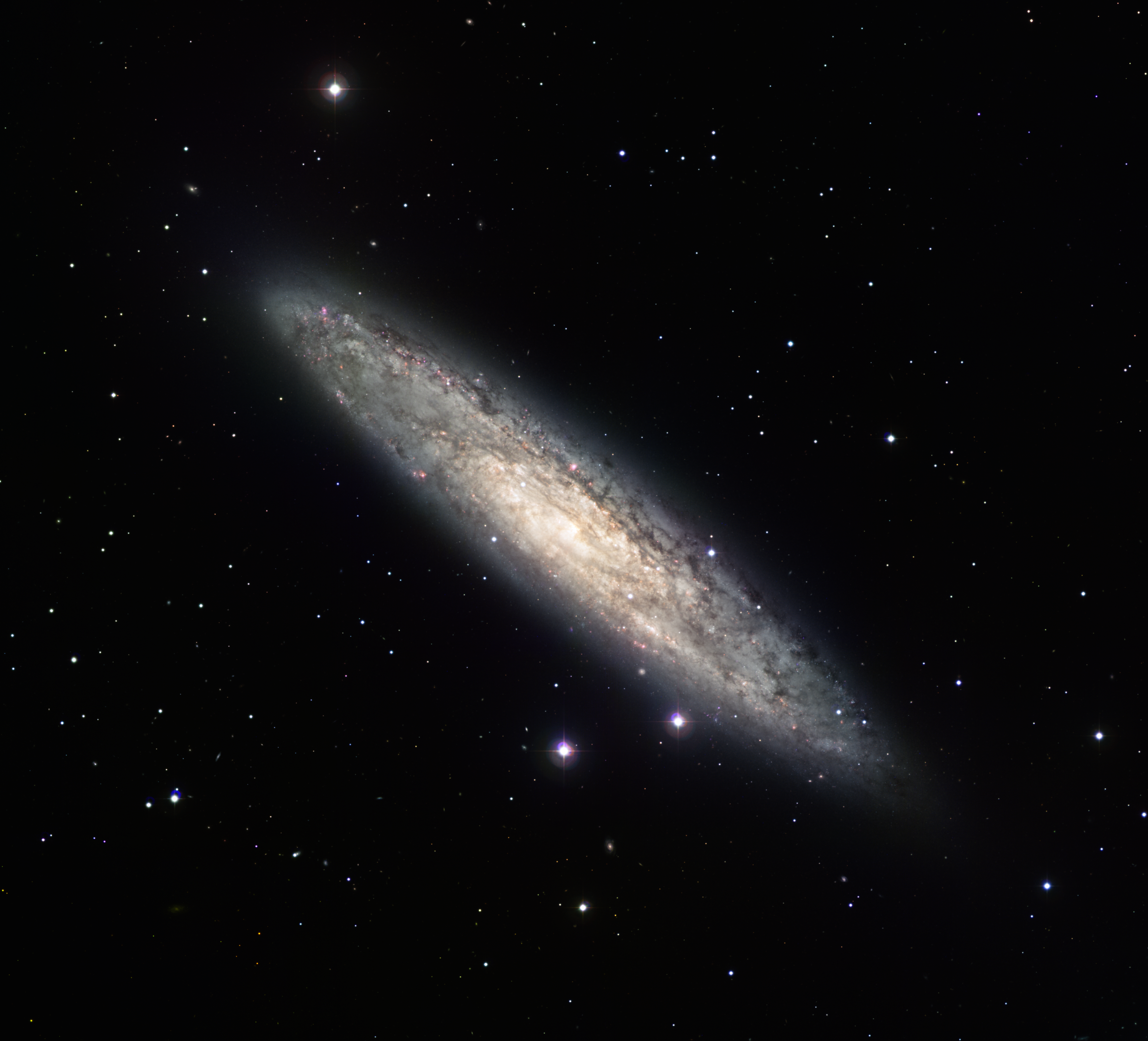
Photographie prise par le télescope de 2,2 m de l'Observatoire de La Silla.

## Supernovas
Bien que les supernovas sont généralement associées aux galaxies riches en jeunes étoiles, seulement une a été détectée dans la galaxie du Sculpteur. Ladite supernova, nommée SN 1940E, est située environ à 50′ au sud-ouest du centre de la galaxie. Elle a été découverte le 22 novembre 1940 par l'astrophysicien américano-suisse Fritz Zwicky. Le type de cette supernova n'a pas été déterminé.

## Groupe de galaxies associé
La galaxie du Sculpteur est située au centre du Filament du Sculpteur, qui est l'un des groupes de galaxies les plus proches de la Voie lactée. La galaxie du Sculpteur, qui le membre le plus brillant du groupe, et ses compagnons forment un barycentre proche du centre du groupe. Beaucoup d'autres galaxies associées au groupe du Sculpteur sont seulement faiblement attirées par ce centre.

## Astronomie amateur

### Observation auxjumelles
Étant une des galaxies les plus brillantes de la voûte céleste, la galaxie du Sculpteur est visible au travers de simples jumelles. Elle est l'une des galaxies les plus faciles à discerner, après la galaxie d'Andromède.
Pour la trouver, partir de l'étoile Diphda (β Ceti), dont elle est espacée de 5°, et se déplacer doucement vers le Sud, en direction de la constellation du Phénix. On rencontre d'abord un astérisme en forme de triangle isocèle, puis la galaxie NGC 253, reconnaissable à sa forme allongée.

### Observation autélescope
Cette galaxie est une bonne cible pour des télescopes de 300 mm de diamètre ou plus. Vue à travers de tels instruments, elle apparait comme un long bulbe ovale muni d'un disque tacheté. Bien que le bulbe apparait légèrement plus brillant que le reste, il est assez étendu par rapport au disque. Avec des objectifs de 400 mm au plus, une ligne de poussière noire est visible au nord-ouest du noyau, et plus d'une douzaine d'étoiles faibles peuvent être vues par-dessus le bulbe.

### Science fiction
Dans la série télévisée « the event », des extraterrestres venus de cette galaxie s'écrasent sur Terre.